# Carcharodus dravira
Espèce
Carcharodus dravira est une espèce de lépidoptères de la famille des Hesperiidae et de la sous-famille des Pyrginae. 
Son aire de répartition s'étend du Nord de l'Iran au Kirghizistan et au Nord de l'Inde.